# Ajana Bolatbekqysy
Ajana Bolatbekqysy (kasachisch Аяна Болатбекқызы, englisch Ayana Bolatbekkyzy; * 5. November 2006) ist eine kasachische Leichtathletin, die sich auf den Mittelstreckenlauf spezialisiert hat.

## Sportliche Laufbahn
Erste internationale Erfahrungen sammelte Ajana Bolatbekkysy im Jahr 2023, als sie bei den U18-Asienmeisterschaften in Taschkent in 4:36,75 min die Silbermedaille im 1500-Meter-Lauf gewann. Anschließend gewann sie bei den U20-Asienmeisterschaften in Yecheon in 10:30,70 min die Bronzemedaille im 3000-Meter-Lauf. Im Jahr darauf gewann sie bei den Hallenasienmeisterschaften in Teheran in 4:37,20 min die Bronzemedaille über 1500 Meter hinter der Inderin Harmilan Bains und Ainuska Kalil kysy aus Kirgisistan und belegte in 10:59,65 min den siebten Platz über 3000 Meter. Im März wurde sie bei den Crosslauf-Weltmeisterschaften in Belgrad nach 26:10 min 80. im U20-Rennen und kurz darauf verpasste sie bei den U20-Asienmeisterschaften in Dubai mit 2:14,14 min den Finaleinzug über 800 Meter und belegte in 4:31,89 min den vierten Platz über 1500 Meter. 2025 gelangte sie bei den Asienmeisterschaften in Gumi mit 4:44,09 min auf den zwölften Platz über 1500 Meter.
2024 wurde Bolatbekqysy kasachische Hallenmeisterin im 1500- und 3000-Meter-Lauf sowie 2025 über 800 Meter.

## Persönliche Bestleistungen
- 800 Meter: 2:13,50 min, 12. Mai 2024 in Taschkent
  - 800 Meter (Halle): 2:12,17 min, 15. Februar 2025 in Astana
- 1500 Meter: 4:31,89 min, 27. April 2024 in Dubai
  - 1500 Meter (Halle): 4:29,1 min, 5. Februar 2024 in Astana
- 3000 Meter: 9:55,01 min, 7. Februar 2024 in Astana
- 5000 Meter: 17:36,40 min, 24. Juni 2023 in Almaty